# Kaiping
För andra betydelser, se Kaiping (olika betydelser).
Kaiping, även romaniserat Hoiping, är en stad på häradsnivå i Jiangmens stad på prefekturnivå i provinsen Guangdong i sydöstra Kina.
Kaiping är indelat i två stadsdelsdistrikt och 13 köpingar.
Stadsdelsdistrikt (jiedao):

- Changsha (长沙街道)
- Sanbu (三埠街道)

Köpingar (zhen):

- Baihe (百合镇)
- Cangcheng (苍城镇)
- Chikan (赤坎镇)
- Chishui (赤水镇)
- Dasha (大沙镇)
- Jinji (金鸡镇)
- Longsheng (龙胜镇)
- Magang (马冈镇)
- Shatang (沙塘镇)
- Shuikou (水口镇)
- Tangkou (塘口镇)
- Xiangang (蚬冈镇)
- Yueshan (月山镇)